# Pierre Savorgnan de Brazza
Pierre Paul François Camille Savorgnan de Brazza (26. ledna 1852, Castel Gandolfo - 14. září 1905, Dakar) byl italsko-francouzský cestovatel. Zakladatel měst Brazzaville a Masuka.

## Život
Narodil se v Itálii, ale vyrůstal ve Francii. Vystudoval námořní akademii v Brestu a stal se námořníkem. 
První expedici do Afriky zorganizoval v roce 1875 na své náklady, navštívil Gabon, kde vystupoval proti otroctví. Zaujala ho největší z gabonských řek, Ogooué. Chtěl ji prozkoumat a navrhl francouzskému státu, že výpravu využije ke kolonizaci, pokud mu bude cestu financovat. To se však nestalo. Platil si tedy cestu sám. Na Ogooué vyplul v říjnu 1875, spolu s botanikem Alfredem Marchem. Výprava trvala tři roky. Dopluli až k vysočině Batéké. Na horním toku Ogooué založil Brazza Franceville (město dnes nazývané Masuka). Poté se výprava vydala údolím řeky Léfini k řece Alima. Na jejím břehu 3. října 1880 založil dnešní Brazzaville. Po dolním Kongu pak doplul do Atlantiku a podél pobřeží zpět do Librevillu, kde výprava začínala.
Druhou expedici zorganizoval v letech 1881–1882, kdy plul po řece Niari. 
V roce 1883 byl francouzskou vládou jmenován komisařem Francouzské rovníkové Afriky. V kolonizačních válkách porazil a ovládl řadu černošských kmenů střední Afriky.
Třetí cestu podnikl v letech 1891–1894. Při této výpravě objevoval oblast meziříčí Sanghy a Ubangi.

## Rodina a smrt
Pierre se narodil jako sedmé ze třinácti dětí v dobře situované šlechtické rodině italsko-francouzského původu. Brazzův mladší bratr Jacques byl horolezec a přírodovědec. Cestoval s Pierrem při druhé expedici do Afriky v letech 1883 až 1886.
Pierre se po třetí expedici roku 1895 oženil s Thérèse Pinetonovou de Chambrun (1860–1948). Měli čtyři dětiː Jacquese (1899–1903), Antoina, Charlese a Marthu.
Brazza se stal svobodným zednářem v roce 1888, byl iniciován v Alsasko-Lotrinské lóži v Paříži. V roce 1904 z organizace vystoupil s odůvodněním, že francouzské svobodné zednářství zradilo své vlastní zásady dohodou s korporacemi otrokářského koloniálního systému.
V září 1905, ke konci své poslední mise Brazza onemocněl vysokými horečkami. Na zpáteční cestě do Francie, když loď zakotvila v Dakaru, byl převezen do nemocnice, kde zemřel ve věku 53 let s manželkou Thérèse po boku. Jeho tělo bylo repatriováno do Francie, měl státní pohřeb, manželka odmítla hrob v Panteonu, byl pohřben na hřbitově Père Lachaise. Později bylo jeho tělo exhumováno a převezeno do nové hrobky v Alžíru. Roku 2006 byly ostatky znovu exhumovány a převezeny do nově postaveného mauzolea v Brazzaville. Před památníkem je vztyčen jeho pomník.